# Nue

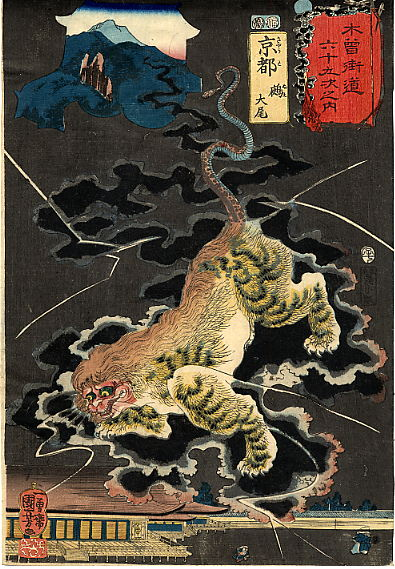
Utagawa Kuniyoshi, Taiba (El final), 1852. El gravat representa un nue descendint sobre el palau imperial en un núvol negre

Un nue (鵺) és una criatura llegendària del folklore japonès. Té el cap d'un mico, el cos d'un gos viverrí, les potes d'un tigre, i una serp com a cua. Segons la llegenda, un nue es pot transformar en un núvol negre i volar. Donat el seu aspecte, de vegades se l'anomena Quimera japonesa. Se suposa que els nue són portadors de desgràcies i malalties.
D'acord amb El relat dels Heike, l'emperador Konoe es va posar malalt després de tenir uns terribles malsons cada nit, i un núvol fosc apareixia a les dues de la nit al terrat del palau de Kyoto durant l'estiu del 1153. La llegenda diu que el samurai Minamoto no Yorimasa vigilava una nit el terrat i va disparar una fletxa al núvol, del qual va caure un nue mort. Se suposa que llavors Yorimasu va llençar el cos al Mar del Japó.
En una ampliació local de la llegenda, el cadàver del nue va flotar fins a una badia determinada, i la gent del lloc, tement una maledicció, el van enterrar. Se suposa que un monticle que existeix actualment és aquesta tomba.

## Etimologia
Nue és una paraula que apareix a la literatura japonesa més antiga. Les primeres citacions inclouen el Kojiki (712) i el Wamyō Ruijushō (c. 934). Degut a l'ús del Man'yōgana, se sap que l'ortografia històrica era nuie. En aquella època, però, tenia un altre significat semàntic. Feia referència a un ocell conegut com a griva daurada.
Al segle xiii, al Heike monogatari es fa referència a una criatura anomenada nue. A més de tenir el cap d'un mico, el cos d'un gos viverrí, les potes d'un tigre i la cua de serp, té la veu d'una griva daurada.
Cap al 1435, Zeami Motokiyo va escriure una cançó Noh titulada Nue que tenia a veure amb els fets descrits al Heike.